# Сере (Салерно)
Сере (итал. Serre) је насеље у Италији у округу Салерно, региону Кампанија.
Према процени из 2011. у насељу је живело 2075 становника. Насеље се налази на надморској висини од 223 м.

## Географија
| Клима (Сере)               | Клима (Сере) | Клима (Сере) | Клима (Сере) | Клима (Сере) | Клима (Сере) | Клима (Сере) | Клима (Сере) | Клима (Сере) | Клима (Сере) | Клима (Сере) | Клима (Сере) | Клима (Сере) | Клима (Сере) |
| Показатељ \ Месец          | .Јан.        | .Феб.        | .Мар.        | .Апр.        | .Мај.        | .Јун.        | .Јул.        | .Авг.        | .Сеп.        | .Окт.        | .Нов.        | .Дец.        | .Год.        |
| -------------------------- | ------------ | ------------ | ------------ | ------------ | ------------ | ------------ | ------------ | ------------ | ------------ | ------------ | ------------ | ------------ | ------------ |
| Средњи максимум, °C (°F)   | 13,2 (55,8)  | 14,0 (57,2)  | 16,1 (61)    | 18,6 (65,5)  | 22,9 (73,2)  | 26,7 (80,1)  | 29,1 (84,4)  | 29,5 (85,1)  | 27,0 (80,6)  | 22,8 (73)    | 18,1 (64,6)  | 14,2 (57,6)  | 29,5 (85,1)  |
| Средњи минимум, °C (°F)    | 4,9 (40,8)   | 5,2 (41,4)   | 6,5 (43,7)   | 8,4 (47,1)   | 11,7 (53,1)  | 15,1 (59,2)  | 17,5 (63,5)  | 17,8 (64)    | 15,9 (60,6)  | 12,6 (54,7)  | 8,7 (47,7)   | 6,0 (42,8)   | 4,9 (40,8)   |
| Количина падавина, mm (in) | 121 (47,6)   | 99 (39)      | 94 (37)      | 78 (30,7)    | 45 (17,7)    | 27 (10,6)    | 14 (5,5)     | 43 (16,9)    | 64 (25,2)    | 111 (43,7)   | 158 (62,2)   | 134 (52,8)   | 988 (388,9)  |
| [ тражи се извор ]         |              |              |              |              |              |              |              |              |              |              |              |              |              |

## Становништво
| 1931. | 1936. | 1951. | 1961. | 1971. | 1981. | 1991. | 2001. | 2011. |
| ----- | ----- | ----- | ----- | ----- | ----- | ----- | ----- | ----- |
| 3.078 | 3.318 | 4.373 | 4.025 | 3.991 | 3.712 | 3.833 | 3.818 | 3.956 |